# Józef Czajkowski

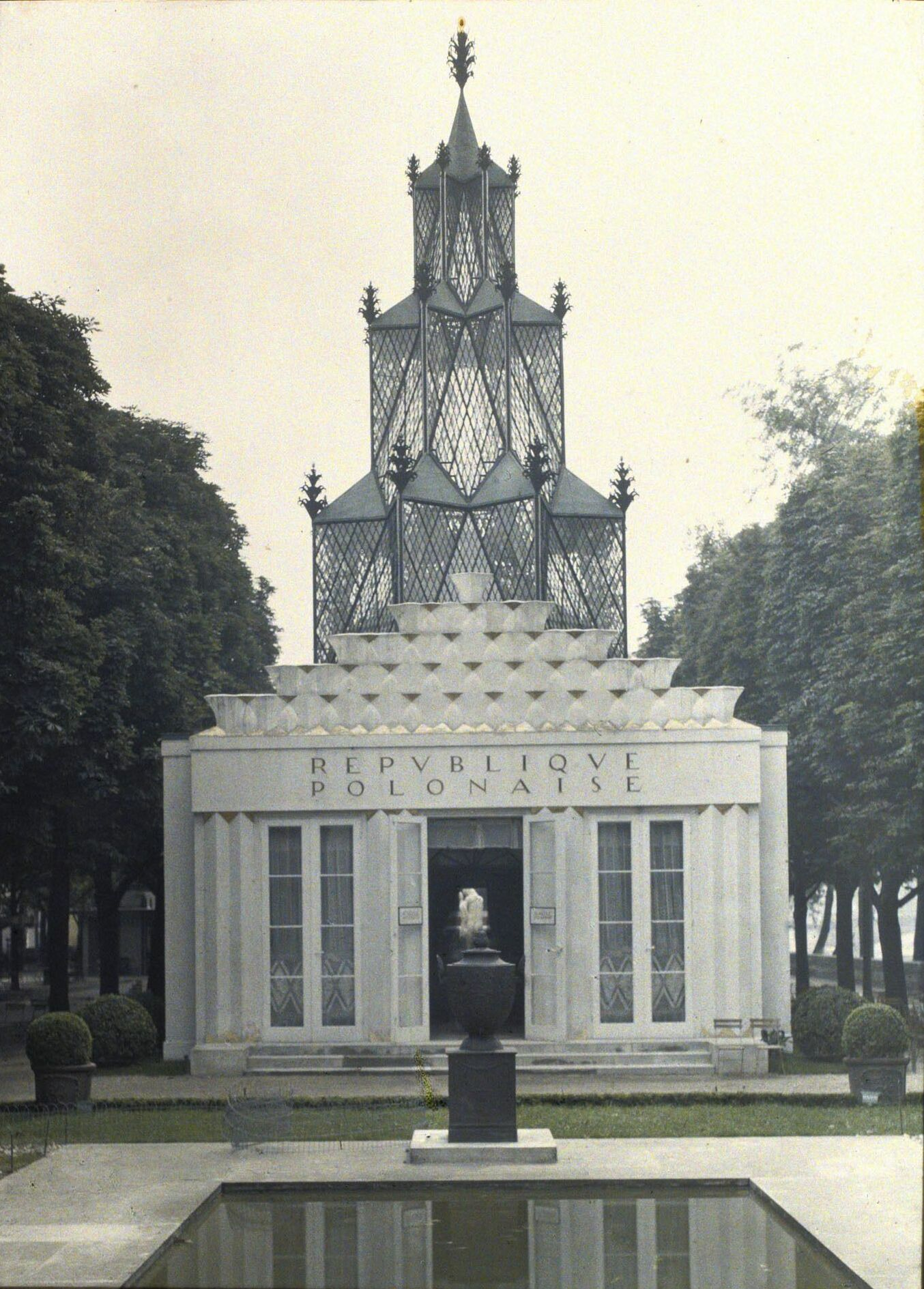
Polski pawilon według projektu Józefa Czajkowskiego na Wystawie Światowej w Paryżu (1925)

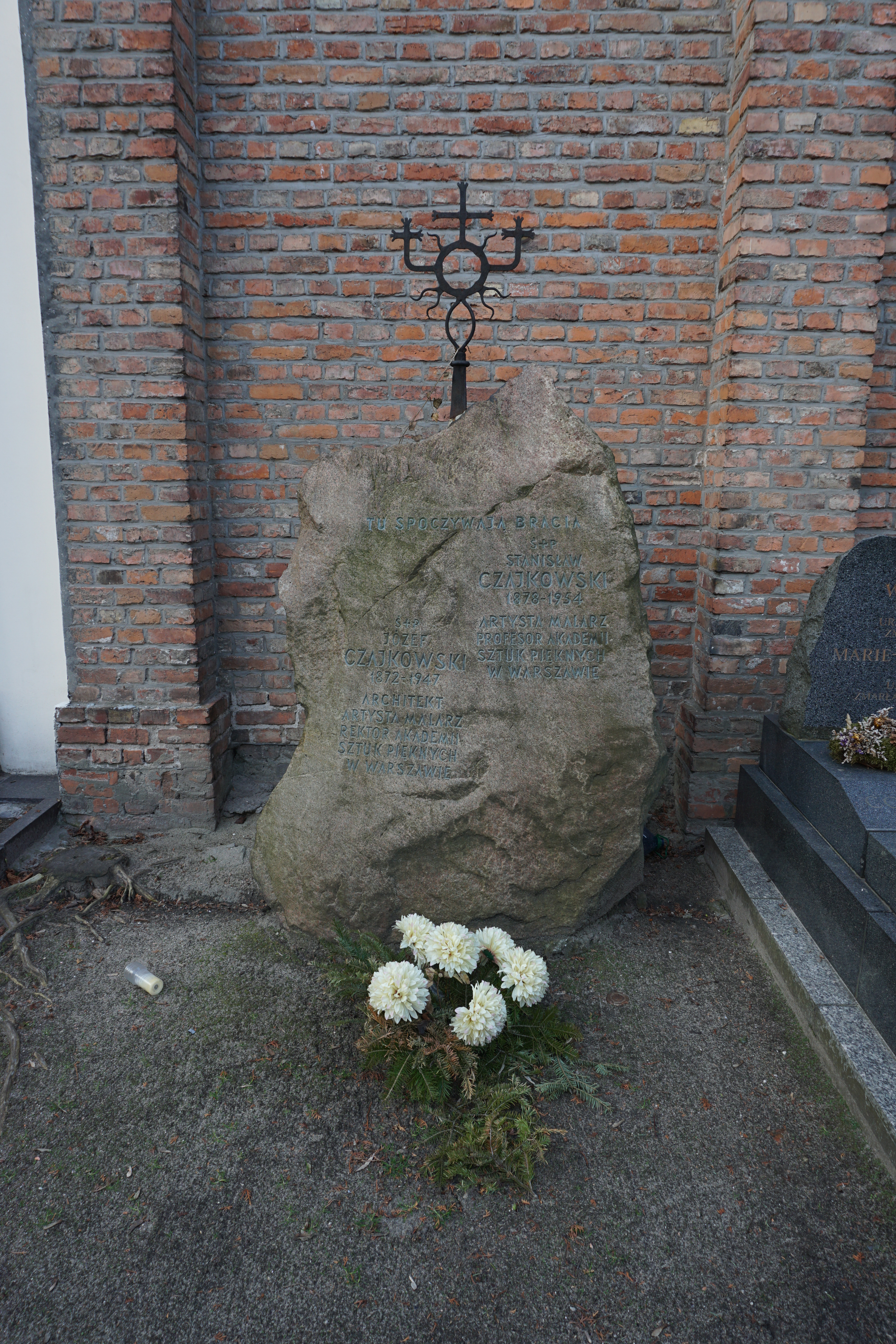
Grób Józefa Czajkowskiego na cmentarzu Powązkowskim

Józef Czajkowski (ur. 21 stycznia 1872 w Warszawie, zm. 27 lipca 1947 tamże) – polski malarz, architekt, grafik, pedagog.

## Życiorys
Brat malarza Stanisława Czajkowskiego. Studiował w Akademii Sztuk Pięknych w Monachium (1892–1895), Académie Julian w Paryżu, Akademii Rzemiosła Artystycznego w Wiedniu. W latach 1894–1895 kształcił się na Akademii Sztuk Pięknych w Krakowie i na tamtejszej Politechnice.
Wykładał w krakowskiej ASP, na Wydziale Sztuk Pięknych Uniwersytetu Stefana Batorego w Wilnie i w warszawskiej ASP. W 1913 założył Wydział Architektury w krakowskiej ASP, na której do 1919 roku prowadził katedrę architektury wnętrz. Był dyrektorem Szkoły Sztuk Pięknych w Warszawie w latach 1923–1924 oraz 1927–1929. Jako profesor zwyczajny warszawskiej ASP został przeniesiony na własną prośbę w stan spoczynku z dniem 31 sierpnia 1938.
W roku 1901 został członkiem elitarnego Towarzystwa Artystów Polskich „Sztuka” oraz był współzałożycielem „Towarzystwa Polska Sztuka Stosowana”. Od 1914 był członkiem stowarzyszenia „Warsztaty Krakowskie”. W 1926 współzałożył „Spółdzielnię Artystów ŁAD”. 
Był mężem aktorki teatralnej Lety Walewskiej (zm. 1929). Wcześniej jedyny narzeczony Olgi Boznańskiej, jednak zerwał zaręczyny.  
Pochowany obok brata Stanisława na cmentarzu Powązkowskim w Warszawie (kwatera Aleja Zasłużonych-1-29,30).

## Ordery i odznaczenia
- Krzyż Komandorski Orderu Odrodzenia Polski (10 listopada 1938)[8]
- Krzyż Oficerski Orderu Odrodzenia Polski (10 listopada 1928)[9]

## Twórczość
Malował głównie pejzaże, portrety i sceny rodzajowe. Tworzył m.in. w stylu secesji. Autor licznych projektów, m.in. mebli, witraży, plakatów, kilimów i okładek książek. W swej twórczości nawiązywał do polskiej sztuki ludowej. 

## Obrazy
(wg źródła)
- Pejzaż ze ścieżką (1897)
- Kirkut (1900)
- Sad w zimie (1900) – Muzeum Narodowe, Kraków
- Zima. Paw w ogrodzie (1901) – Lwowska Galeria Sztuki, Lwów
- Cmentarz Ojców Reformatów w Krakowie[12] (1903)
- Wieś podkrakowska (1908) – Muzeum Narodowe, Kielce
- Autoportret (1938)
- Letni dzień

## Projekty
- Projekt dworu w Opinogórze (1908) (niezrealizowany)
- Projekt gmachu Muzeum Techniczno-Przemysłowego w Krakowie (współautorstwo) (ok. 1908)
- Współautor projektu Wielkiego Krakowa (1910) wraz z W. Ekielskim, T. Stryjeńskim, L. Wojtyczką, K. Wyczyńskim.
- Projekt pawilonu polskiego na Międzynarodową Wystawę Sztuki Dekoracyjnej w Paryżu (1925) (zrealizowany, złoty medal w dziedzinie architektury)

## Galeria

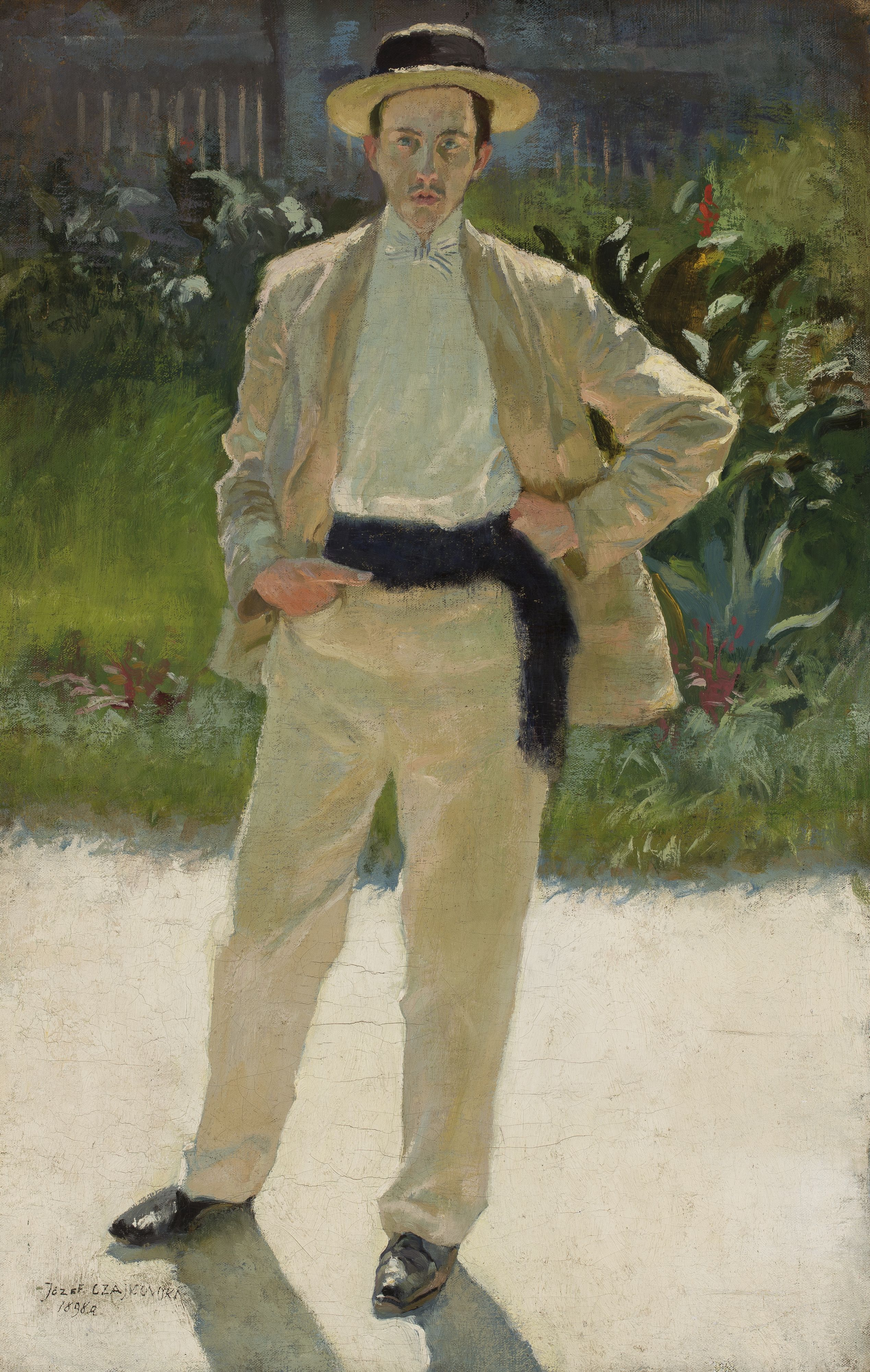
Portret malarza Stanisława Czajkowskiego, brata artysty (1898), Muzeum Narodowe w Warszawie
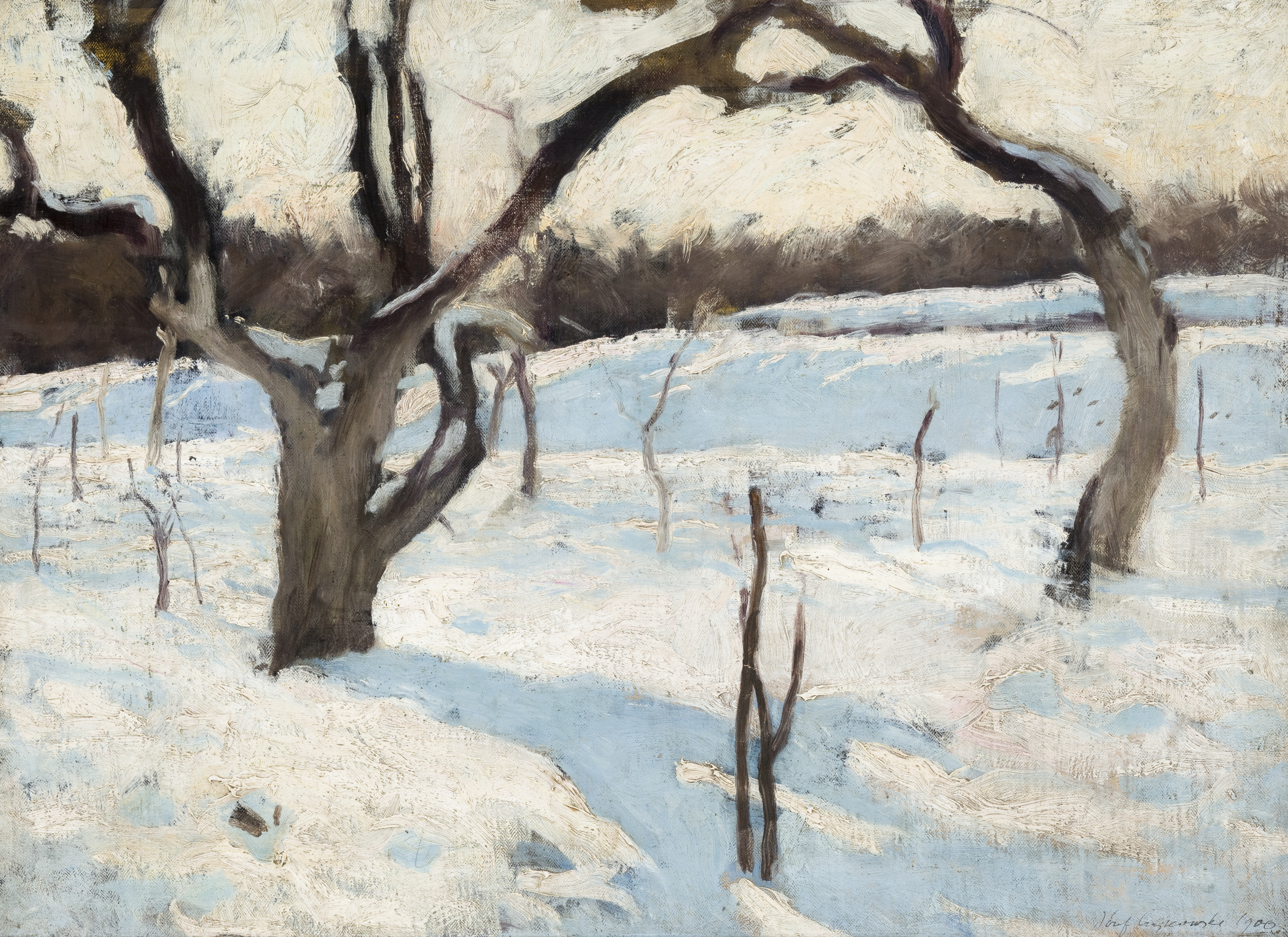
Sad w zimie (1900), Muzeum Narodowe w Krakowie
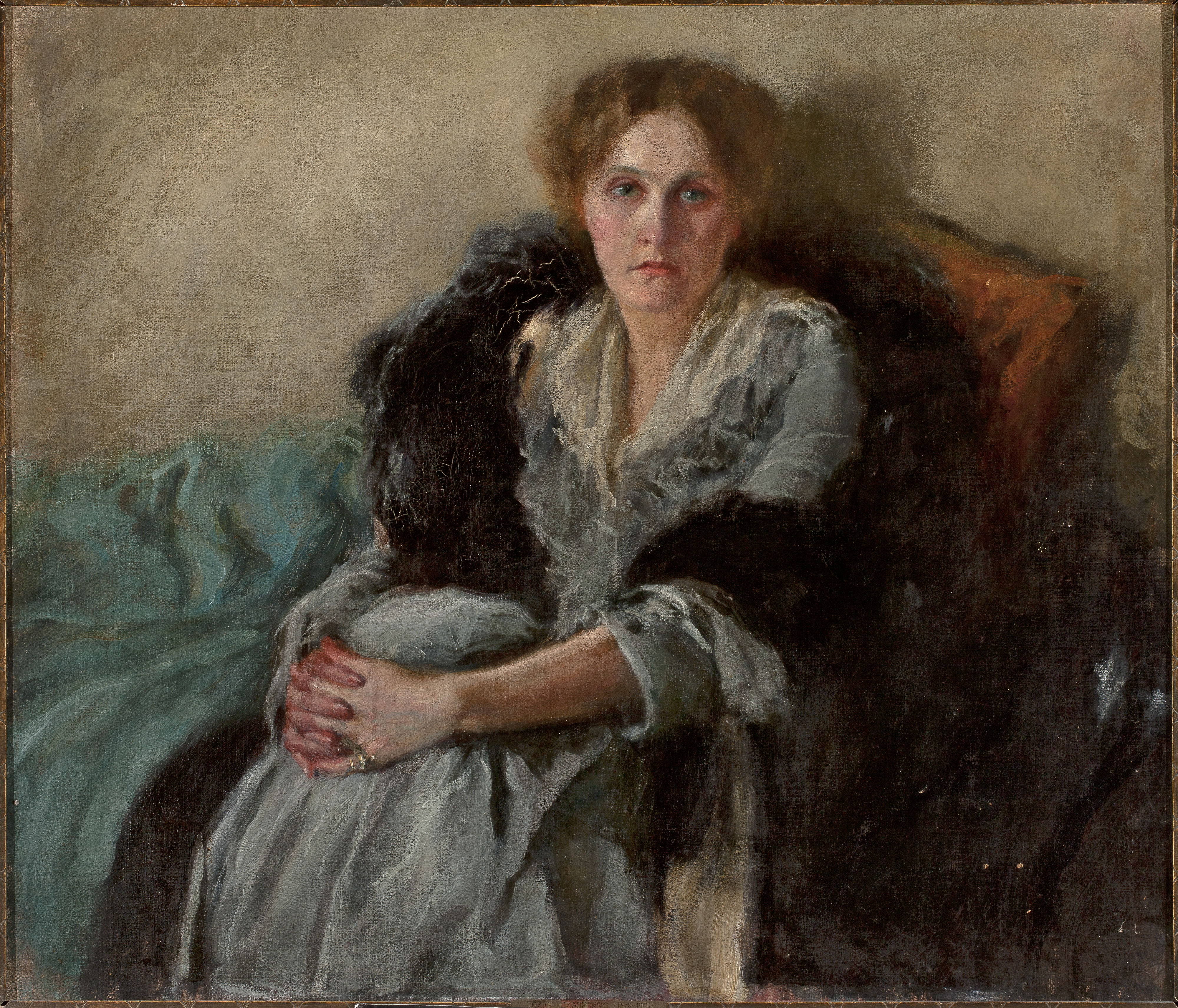
Portret żony artysty, Lety Czajkowskiej (ok. 1905), Muzeum Narodowe w Warszawie
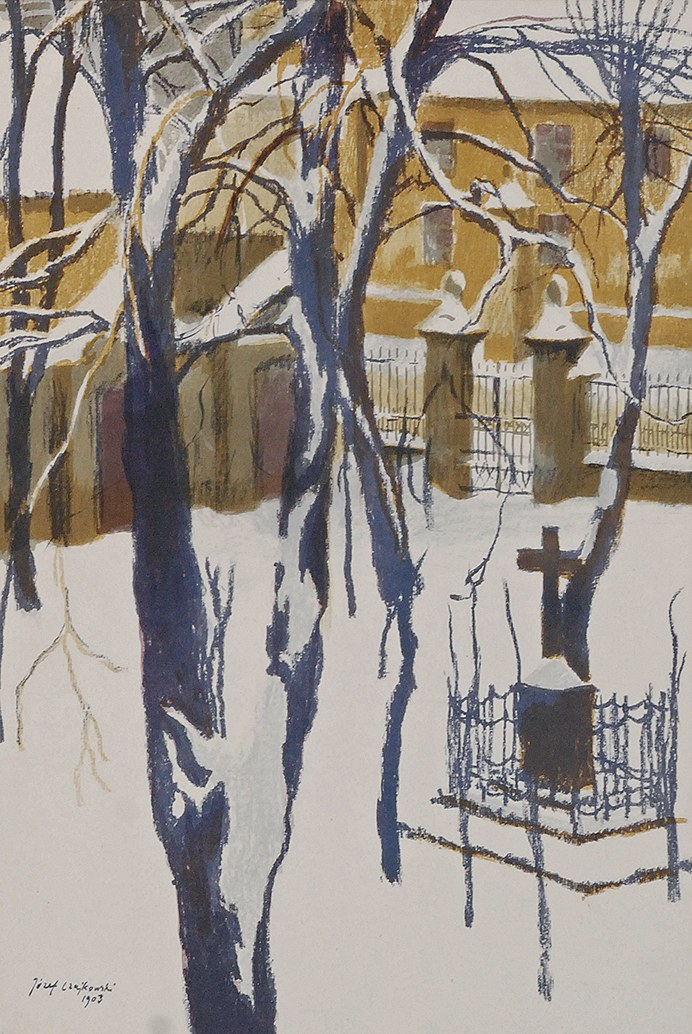
Cmentarz klasztorny w Krakowie (1903)
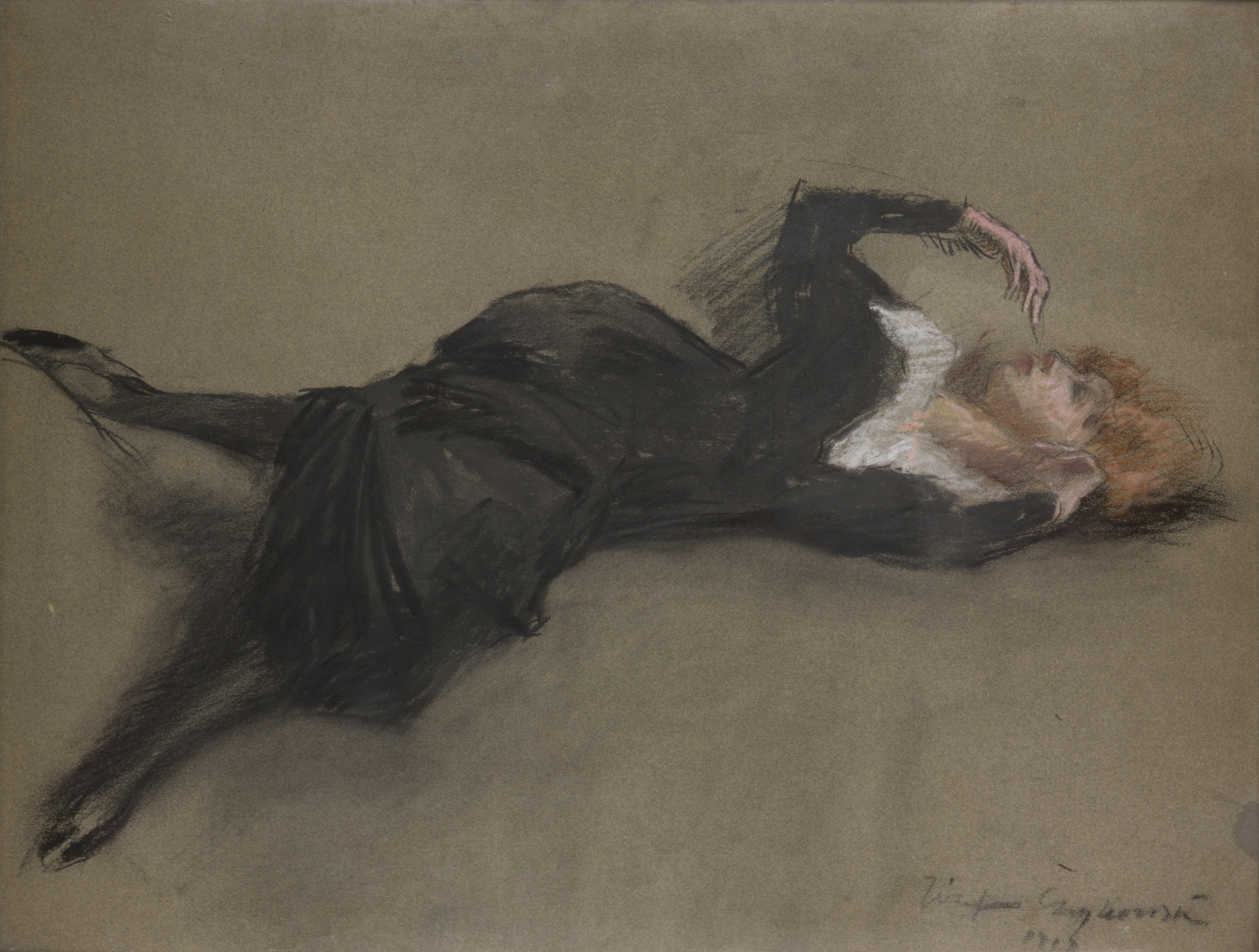
Leżąca (1917), Muzeum Narodowe w Krakowie